# Miss Universo Malasia
Miss Universo Malasia (en inglés: Miss Universe Malaysia) es un concurso de belleza nacional en Malasia. Se encarga de seleccionar a la representante del país para el concurso Miss Universo.

## Ganadoras
: Declarada como ganadora
     : Terminó como finalista
     : Terminó como una de las semifinalistas o cuartofinalistas
     : Terminó como ganadora de premios especiales
| Año  | Estado          | Miss Universo Malasia         | Posición en Miss Universo | Premios especiales |
| ---- | --------------- | ----------------------------- | ------------------------- | ------------------ |
| 2024 | Selangor        | Sandra Lim                    | Top 30                    |                    |
| 2023 | Kuala Lumpur    | Serena Lee                    | No clasificó              |                    |
| 2022 | Selangor        | Lesley Cheam                  | No clasificó              |                    |
| 2021 | No compitió     | No compitió                   | No compitió               | No compitió        |
| 2020 | Sarawak         | Francisca Luhong James        | No clasificó              |                    |
| 2019 | Kuala Lumpur    | Shweta Sekhon                 | No clasificó              |                    |
| 2018 | Penang          | Jane Teoh                     | No clasificó              |                    |
| 2017 | Kuala Lumpur    | Samantha Katie James          | No clasificó              |                    |
| 2016 | Selangor        | Kiran Jassal                  | No clasificó              |                    |
| 2015 | Negeri Sembilan | Vanessa Tevi                  | No clasificó              |                    |
| 2014 | Perak           | Sabrina Beneett               | No clasificó              |                    |
| 2013 | Putrajaya       | Carey Ng                      | No clasificó              |                    |
| 2012 | Penang          | Kimberley Ann Estrop-Leggett  | No clasificó              |                    |
| 2011 | Kuala Lumpur    | Deborah Priya Emmanuel Henry  | No clasificó              |                    |
| 2010 | Selangor        | Nadine Ann Thomas             | No clasificó              |                    |
| 2009 | Sabah           | Joannabelle Ng Li Vun         | No clasificó              |                    |
| 2008 | Terengganu      | Levi Li Su Lin                | No clasificó              |                    |
| 2007 | Sarawak         | Adelaine Chin Ai Nee          | No clasificó              |                    |
| 2006 | Malaca          | Melissa Ann Tan Swee Yen      | No clasificó              |                    |
| 2005 | Sabah           | Angela Gan Hui Boon           | No clasificó              |                    |
| 2004 | Penang          | Andrea Veronica Fonseka       | No clasificó              |                    |
| 2003 | Kuala Lumpur    | Elaine Daly                   | No clasificó              |                    |
| 2002 | Sarawak         | Karen Lit Eit Ang             | No clasificó              |                    |
| 2001 | Pahang          | Michelle Tung Mei Chin        | No clasificó              |                    |
| 2000 | Sarawak         | Lynette Mei-Ling Ludi         | No clasificó              |                    |
| 1999 | Sarawak         | Jeanette Ooi Phaik Kween      | No clasificó              |                    |
| 1998 | Kuala Lumpur    | Sherine Wong Sook Ling        | No clasificó              |                    |
| 1997 | Penang          | Trincy Low Ee Bing            | No clasificó              |                    |
| 1996 | Johor           | Adeline Ong Siew Fong         | No clasificó              |                    |
| 1995 | Selangor        | Suziela «Suzie» Azrai         | No clasificó              |                    |
| 1994 | Sarawak         | Liza Koh                      | No clasificó              |                    |
| 1993 | Selangor        | Lucy Narayanasamy             | No clasificó              |                    |
| 1992 | Kuala Lumpur    | Crystal Yong                  | No clasificó              |                    |
| 1991 | Perak           | Elaine Chew                   | No clasificó              |                    |
| 1990 | Perak           | Anna Lin Mei Yoke             | No clasificó              |                    |
| 1989 | Selangor        | Carmen Cheah Swee             | No clasificó              |                    |
| 1988 | Johor           | Linda Lum                     | No clasificó              |                    |
| 1987 | Sabah           | Christine Praglar             | No clasificó              |                    |
| 1986 | Sabah           | Betty Chee Nyuk Pit           | No clasificó              |                    |
| 1985 | Pahang          | Agnes Chin Lai Hong           | No clasificó              |                    |
| 1984 | Selangor        | Latifah Abdul Hamid           | No clasificó              |                    |
| 1983 | Kedah           | Puspa Mohamad Salleh          | No clasificó              |                    |
| 1982 | Kuala Lumpur    | Siti Rohani Wahid             | No clasificó              |                    |
| 1981 | Kuala Lumpur    | Audrey Loh Yin Fong           | No clasificó              |                    |
| 1980 | Pahang          | Felicia Yong Lee Lin          | Unplaced                  |                    |
| 1979 | Pahang          | Irene Wong Sun Ching          | No clasificó              |                    |
| 1978 | Kuala Lumpur    | Yasmin Yusuff                 | No clasificó              |                    |
| 1977 | Pahang          | Leong Li Ping                 | No clasificó              |                    |
| 1976 | Perak           | Teh Faridah Ahmad Norizan     | No clasificó              |                    |
| 1975 | Perak           | Alice Cheong Yee Leng         | No clasificó              |                    |
| 1974 | Johor           | Lily Chong Swee Lian          | No clasificó              |                    |
| 1973 | Selangor        | Margaret «Maggie» Loo Tai-Tai | No clasificó              |                    |
| 1972 | Johor           | Helen Looi                    | No clasificó              |                    |
| 1971 | Selangor        | Yvette Batterman              | No clasificó              |                    |
| 1970 | Perak           | Josephine Lena Wong           | Top 15                    |                    |
| 1969 | Penang          | Sabrina Loo                   | No compitió               | No compitió        |
| 1969 | Selangor        | Rosemary Wan Chow Mei         | No clasificó              |                    |
| 1968 | Johor           | Maznah Mohamed Ali            | No clasificó              |                    |
| 1967 | Kedah           | Monkam Siprasome              | No clasificó              |                    |
| 1966 | Perak           | Helen Lee Siew Lien           | No clasificó              |                    |
| 1965 | Penang          | Patricia Augustus             | No clasificó              |                    |
| 1964 | Selangor        | Angela Filmer                 | No clasificó              |                    |
| 1963 | No compitió     | No compitió                   | No compitió               | No compitió        |
| 1962 | Singapur        | Sarah Al Habshee Abdullah     | No clasificó              |                    |